# Orchydarium de Almaraz
El Orchydarium de Almaraz es un jardín botánico y espacio expositivo para la interpretación y el conocimiento, de una de las particularidades más destacables y exclusivas del patrimonio natural de Almaraz, la orquídea silvestre europea y el universo que la rodea. Se puede ver también (mes de abril) la orquídea endémica de Almaraz 'Ophrys apifera subsp almaracensis'. De carácter autonómico, depende administrativamente de la comunidad autónoma de Extremadura, España.

## Localización
Orchydarium de Almaraz A-5 (entre los pK 193 y 200) Urbanización de los Descubridores Extremeños, s/n. 10350 Almaraz, El Sierro, provincia de Cáceres, España.
Planos y vistas satelitales.39°49′11.5″N 5°40′05.6″O / 39.819861, -5.668222
La visita es previa cita.

## Historia
El espacio expositivo Orchydarium de Almaraz fue abierto al público en el año 2015, y presentado en la feria Fitur en el 2016.

## Colecciones vegetales
Este espacio se centra en las orquídeas de Almaraz, únicas en el mundo y que solamente se pueden ver en este municipio cacereño. Al tiempo que el turista descubre las orquídeas existentes en la localidad y sus particularidades, irán conociendo aspectos generales de las mismas, regionales y etnográficas.
Junto a Orchydarium se encuentra un invernadero, dedicado al cultivo de plantas y orquídeas, y un espacio dirigido a talleres.
Cuentan también con una ruta, la “Senda de las Orquídeas“ en "El Sierro", circular y para todos los públicos; un parque periurbano con charcas para pescadores, zona de cross, observatorio de aves, zona de huertos, merendero, etc. Un ecosistema muy peculiar y de gran belleza, donde podemos encontrar una gran variedad de orquídeas en simbiosis con hongos y árboles; y finalmente, los visitantes pueden conocer el centro de información de Almaraz.